# هیدیوشی آکیتا
هیدیوشی آکیتا (انگلیسی: Hideyoshi Akita؛ زادهٔ ۲۳ ژوئیهٔ ۱۹۷۴) بازیکن فوتبال اهل ژاپن است.
از باشگاه‌هایی که در آن بازی کرده‌است می‌توان به باشگاه فوتبال ناگویا گرامپوس اشاره کرد.